# Proasellus lykaonicus
Proasellus lykaonicus là một loài chân đều trong họ Asellidae. Loài này được Argano & Pesce miêu tả khoa học năm 1978.